# 東松山市立南中学校

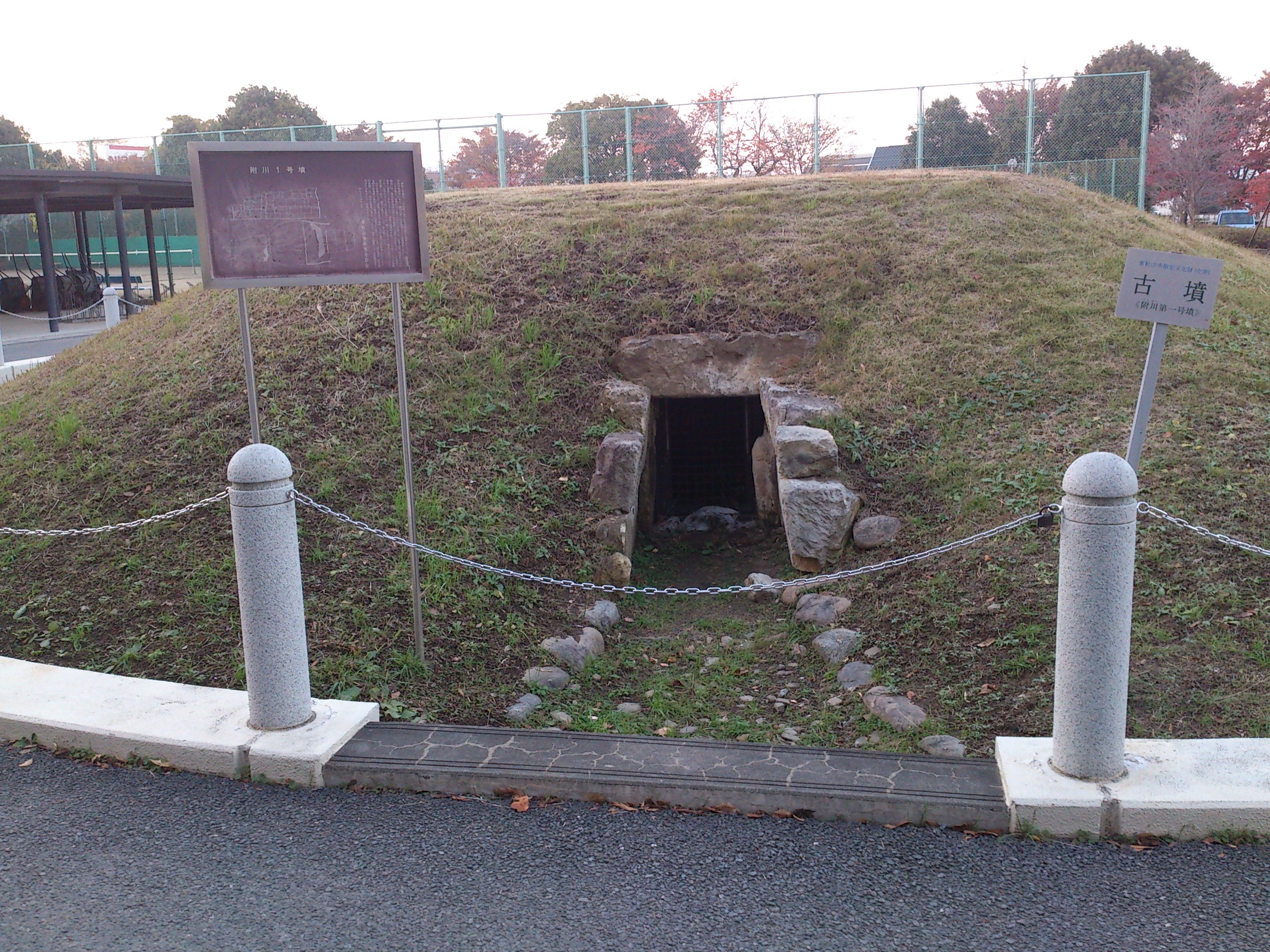
古墳が学校敷地内にある（附川1号墳、ふかわいちごうふん）

東松山市立南中学校（ひがしまつやましりつ みなみちゅうがっこう）は、埼玉県東松山市にある公立中学校。

## 沿革
- 1958年9月30日 - 唐子・高坂・野本中学校を統合して南中学校開校
- 1959年3月18日- 校舎落成式挙行
- 1960年12月10日 - 校歌・校旗制定、植樹・記念式挙行
- 1962年10月22日 - 特別室(技術、家庭)校舎竣工式
- 1968年5月29日 - 体育館竣工式
- 1971年7月15日 - プール完成竣工式
- 1978年9月30日 - 南中学校開校20周年記念式典を挙行
- 1979年3月25日 - 武道場竣工365.2㎡
- 1985年4月1日 - 東松山市立白山中学校開校により分離
- 1988年2月20日 - 南中学校創立30周年記念式典を挙行
- 2001年3月31日 - 校庭改修
- 2003年5月15日 - 新校舎改築落成記念式典
- 2008年11月10日 - 創立50周年記念式典

## 特徴
- 東松山市の中学校では最も学区の広い中学校。学区が広いため、大半の生徒は自転車通学である。
- 生徒数は東松山市内の中学校5校の中で最も多い（平成28年度現在）。
- 学校の略称は「松山南」「松南」「ナンチュウ」など。
- 学校敷地内に附川古墳群に属する「 附川1号墳 」が保存されている。約1㎞西方にある若宮八幡古墳に似た、砂質凝灰岩によって築造された胴張りのある石室を持つ。

## 生徒会組織
- 生徒会総会
- 全校評議委員会
- 本部
  - 会長 1名
  - 副会長 3名
  - 書記 2名
  - 会計 2名
  - 監事 2名
- 自治委員会
- 図書委員会
- 保健委員会
- 体育委員会
- 美化委員会
- 給食委員会
- 広報・放送委員会
- 選挙管理委員会

## クラブ
運動部
- 陸上部
- サッカー部
- 野球部
- ソフト部
- バレー部
- バスケット部
- ソフトテニス部
- 卓球部
- 剣道部

文化部
- 吹奏楽部
- 芸術部

## 施設設備
- 校舎
- 体育館
- プール
- 武道場
- 部室
- グラウンド

## 卒業生
- 梶田隆章 - 物理学者、東京大学宇宙線研究所所長[1]
- 嶺井美穂
- 常見海琴
- 小峯隆幸
- 青葉幸洋
- だいたひかる

## 学区
- 東松山市立唐子小学校通学区全域（大字下青鳥・大字石橋の一部を除く唐子地区全域）
- 東松山市立青鳥小学校通学区の一部（県道深谷東松山線バイパスの西側全域、大字下青鳥の一部、大字石橋の一部）
- 東松山市立高坂小学校通学区全域（高坂地区のうち東上線の東側全域(あずま町1丁目及び4丁目を除く)、東上線の西側のうち後本宿地区・悪戸地区)
- 東松山市立野本小学校通学区の一部（大字古凍・大字柏崎を除いた野本地区全域、あずま町1丁目及び4丁目)

## アクセス
- 東松山市内循環バス［唐子コース］東松山駅東口 - 市民健康増進センター
  - 「南中学校」バス停下車